# 下塗溝
下塗溝，是臺灣嘉義縣水上鄉的一個傳統地域名稱，位於該鄉北部最西端。相較於今日行政區，其範圍大致與塗溝村相近。

## 歷史
台灣日治初期，下塗溝地區為一街庄（舊制街庄），稱為「下塗溝庄」，隸屬於柴頭港堡。該庄北邊西段及中段與白鴒厝庄為鄰，北邊東段及東邊北段與埤蔴腳庄為鄰，東邊南段與巷口庄為鄰，南邊東段為大堀尾庄，南邊西段及西邊為大崙庄。
1901年（日治明治三十四年）11月11日，全台設置二十廳，該庄隸屬於嘉義廳。1904年（明治三十七年）2月15日，該庄編入「柴頭港區」，隸屬於嘉義廳。1909年（明治四十二年）10月25日，全台整併二十廳為十二廳，該庄仍隸屬於嘉義廳。1910年（明治四十三年）1月18日，各區管轄區域調整，該庄改隸屬於嘉義廳的「水堀頭區」。
1920年（大正九年）10月1日，全台廢十二廳改設五州二廳，該庄改制為「下塗溝」大字，隸屬於臺南州嘉義郡水上庄（新制街庄）。
戰後水上庄改制為水上鄉，隸屬於臺南縣，大字亦改制為村。1950年（民國39年）10月，雲、嘉、南分治，水上鄉改隸屬於嘉義縣。

## 聚落
本地區發展較早的聚落有下塗溝、頂塗溝等，在日治期初期的官方地圖上已有記載。

## 交通
國道1號又稱「中山高速公路」，是台灣西部兩條縱向高速公路之一，經過本地中部偏東，並在南鄰大崙地區的縣道168號交會處設有水上交流道。由此可快速前往國道1號沿線各地。
鄉道嘉63線是瓦厝至大崙的道路。
鄉道嘉65線是管事厝至後潭的道路。

## 學校
- 大崙國小塗溝分校